# Tachina emarginata
Tachina emarginata là một loài ruồi trong họ Tachinidae.